# Wyszkowski Ośrodek Kultury „Hutnik”
Wyszkowski Ośrodek Kultury „Hutnik” – dom kultury w Wyszkowie, w województwie mazowieckim. Funkcjonuje od 1973 roku. Został zbudowany przez Hutę Szkła, stąd nazwa „Hutnik”. Ośrodek mieści się przy ulicy Prostej 7. Odbywają się tutaj koncerty, występy kabaretowe, uroczystości oraz inne wydarzenia kulturalne.

## Stałe formy działalności[1]
- Koło plastyczne
- Pracownia Graficzna
- „Grafitto” – Koło Plastyka Amatora
- Pracownia witrażu metodą Tiffany’ego
- Ognisko Muzyczne
- Studio Wokalne
- Zespół Pieśni i Tańca „Oberek”
- Młodzieżowy Teatr Profilaktyki „Farsa”

Najważniejsze byłe stałe formy działalności
- Rewia Dziecięca „Sylaba” (lata 1984–2020)

## Wyposażenie ośrodka[2]
- sala widowiskowa na 254 miejsca (ze sceną o wymiarach 9x9 m, garderobą, zapleczem sceny)
- reżyserka dźwięku/światła
- sala kameralna na 55 miejsc
- projektornia kinowa
- obszerny holl-galeria, gdzie non-stop prezentowane są wystawy malarskie, graficzne, fotograficzne, rzeźbiarskie
- pracownia plastyczna/malarska/witrażu
- sale do zajęć muzycznych/wokalnych
- pomieszczenia biurowe/administracyjne
- pracownia graficzno-poligraficzna, gdzie powstają projekty, drukowane są plakaty, wejściówki i materiały reklamowe